# Synedoida nigromarginata
Synedoida nigromarginata är en fjärilsart som beskrevs av John Kern Strecker 1899. Synedoida nigromarginata ingår i släktet Synedoida och familjen nattflyn. Inga underarter finns listade i Catalogue of Life.